# Scarlet Knights de Rutgers
Pour les articles homonymes, voir Scarlet et Knight.
Les Scarlet Knights de Rutgers (en anglais : Rutgers Scarlet Knights) sont un club omnisports universitaire de l'Université Rutgers dans le New Jersey. Les équipes des Scarlet Knights participent aux compétitions universitaires organisées par la National Collegiate Athletic Association. Rutgers fait partie de la Big Ten Conference.

## Histoire
Rutghers aligne des athlètes en compétition depuis les années 1860 et fut l'une quatre grandes universités avec Yale, Columbia et Princeton à mettre en place les premières structures du sport universitaire américain en 1873. La rivalité entre Rutgers et Princeton remonte à cette période. Le premier match de baseball universitaire opposa Princeton et les Rutgers dès le 2 mai 1866. En ce qui concerne le football américain, Rutgers a longtemps été considéré comme le vainqueur de la première rencontre universitaire, toujours contre Princeton, le 6 novembre 1869. Cependant, les travaux de l'historien Stephen Fox montrent qu'il s'agissait en fait probablement d'une rencontre de football (soccer). Cette hypothèse est d'ailleurs aujourd'hui admise par la NFL.
Rutgers refusa l'invitation de rejoindre l'Ivy League pendant les années 1950, mais la rivalité entre Rutgers et Princeton et à moindre degré Columbia subsista, sauf en football américain. Il faut en effet attendre 1980 pour voir un match Rutgers-Princeton se jouer. Toujours à l'avant-garde, Rutgers dispute face à Princeton le premier match universitaire d'ultimate le 6 novembre 1972.
Membre de la Big East Conference depuis 1991 pour le football américain et depuis 1996 pour les autres sports Rutgers a remporté le titre de conférence en football masculin en 1997 et en baseball en 1997.
Il existe au sein de l'Université Rutgers un mouvement de contestation visant à faire rejoindre l'Ivy League, plus prestigieuse en matière d'études mais plus faible au niveau sportif. Ce mouvement connaît son apogée en 1993 et 2003 avec la constitution d'un groupe structuré : le « Rutgers 1000 ». Ce groupe est aujourd'hui dissout et le mouvement de contestation est devenu anecdotique.
En 2006, l'équipe de football américain signe une saison quasi parfaite avec 11 victoires et deux défaites, dont l'une concédée après trois prolongations. Les Scarlet Knights remportent le Texas Bowl le 28 décembre 2006 face aux Wildcats de Kansas State (37-10).